# Baixa Rasa do Lajedo (Lajes das Flores)
A Baixa Rasa do Lajedo (Lajes das Flores) é um afloramento rochoso marítimo localizado no oceano Atlântico junto à costa da ilha das Flores, no concelho das Lajes das Flores. Encontra-se nas coordenadas geográficas de Latitude 39º22.960'N (39.383ºN) e Longitude 31º15.538'W (31.259ºW), a cinco milhas marítimas do Porto das Lajes das Flores e do Porto da Fajã Grande (Lajes das Flores).

## Descrição
Esta formação geológica apresenta-se com uma composição geológica bastante variada cujos matérias de origem vulcânica são originados em escoadas lávicas, principalmente compostas por basaltos do tipo Hawaiítos Palagonitizados e bastante alteradas. Estas escuadas apresentam um elevado índice de facturação, com os planos dessa fracturação orientados principalmente na vertical.
Depositados sobres estas formações existem blocos basálticos de grandes dimensões e depósitos arenosos depositados nas zonas mais profundas ou protegidas das correntes marítimas.
Existem ainda grutas de pequena dimensão e planos negativos em relação ao fundo circundante aliados a covas de gigante.
A profundidade média desta formação ronda os 27 metros.
O acesso a esta formação geológica pode ser feito a partir da terra indo a nado, no entanto devido às correntes marítimas e aos agrestes acessos por terra geralmente o acesso é feito por barco.
Esta recife é utilizado para a realização de mergulho de escafandro predominantemente diurno, sendo que em caso de acidente em que haja a perda de embarcação, é possível nadar até terra firme, visto esta não se encontrar distante.

## Faunae afloradominante
A fauna e a flora dominante desta formação geológica são a Asparagopsis armata, a Dictyota dichotoma e a Coris julis, sendo no entanto possível observar-se uma grande variedade de fauna e flora marinha em que convivem mais de 92 espécies diferente, sendo de 10.4 o Índice de Margalef.
Foi proposto nos trabalhos de Martins & Santos (1991) e Santos (1992), medidas de protecção da biodiversidade a este ilhéu.

## Faunaefloraobservável
- Arreião (Myliobatis aquila),
- Água-viva (Pelagia noctiluca),
- Alga vermelha (Asparagopsis armata),
- Anêmona-do-mar (Alicia mirabilis),
- Alface do mar (Ulva rígida)
- Ascídia-flor (Distaplia corolla),
- Asparagopsis armata
- Aglophenia tubulifera,
- Barracuda (Sphyraena),
- Boga (Boops boops),
- Bodião (labrídeos),
- Caravela-portuguesa (Physalia physalis),
- Chicharro (Trachurus picturatus).
- Coris julis
- Estrela-do-mar (Ophidiaster ophidianus),
- Lírio (Campogramma glaycos),
- Mero (Epinephelus itajara),
- Ouriço-do-mar-negro (Arbacia lixula),
- Peixe-cão (Bodianus scrofa),
- Peixe-porco (Balistes carolinensis),
- Peixe-balão (Sphoeroides marmoratus),
- Peixei-rei (Coris julis),
- Polvo (Octopus vulgaris),
- Pomatomus saltator
- poliquetas,
- Ratão (Taeniura grabata),
- Salmonete (Mullus surmuletus),
- Trachurus picturatus.
- Zonaria flava,